# Décès en 1106
Décès
- 1102
- 1103
- 1104
- 1105
- 1106
- 1107
- 1108
- 1109
- 1110

Cette page dresse une liste de personnalités mortes au cours de l'année 1106 :
- 16 avril : Arnoul Ier de Chiny, comte de Chiny.
- 19 mai : Geoffroy IV d'Anjou, au siège de Candé[1], comte d'Anjou.
- 16 juin : Bennon de Meissen, évêque de Meissen. Il est le patron du diocèse de Dresde-Meissen.
- 24 juin : Yan Vyshatich, noble de Kiev.
- 4 août : Minamoto no Yoshiie, samouraï du clan Minamoto de la fin de l'époque de Heian et Chinjufu-shōgun (Commandant en chef de la défense du nord).
- 7 août : Henri IV, empereur romain germanique.
- 2 septembre : Youssef Ibn Tachfin, fondateur de la dynastie berbère des Almoravides.
- 13 septembre : Pierre, comte de Dammartin.
- 7 octobre : Hugues de Die, archevêque de Lyon.
- 11 octobre : Rupert de Wurtzbourg, religieux allemand.

- Adolphe Ier de Berg, comte de Hövel.
- Ali ibn Tahir al-Sulami, juriste et philologue de Damas.
- Bertrand des Porcellets, sacriste de la cathédrale d'Arles.
- Conon (en), comte de Montaigu (en).
- Domnall Ua Conchobair, roi de Connarcht.
- Eulalia (abbesse de Shaftesbury) (en)
- Gonzalo Núñez de Lara, membre de la Maison de Lara.
- Hugues de Fauquembergues, ou de Falkenberg, prince de Galilée et de Tibérias.
- Jean de Lodi, ermite et évêque de Gubbio.
- Li Gonglin, peintre chinois.
- Lothair Udo III (en), margrave de la Marche du Nord et comte de Stade.
- Máel Muire mac Céilechair (en), religieux irlandais du monastère de Clonmacnoise.
- Manassès II de Reims, archevêque de Reims.
- Magnus Ier de Saxe, duc de Saxe.
- Muirgheas Ua Cú Ceannainn (en), roi d'Uí Díarmata (en).
- Nathan ben Yehiel, lexicographe italien.
- Nestor, moine de la laure des Grottes de Kiev.
- Renaud Ier de Carteret, chevalier, membre de la noblesse normande, seigneur de Carteret et de Saint-Ouen.
- Sarakhsi, Muhammad ibn Ahmad ibn Abi Sahl Abu Bakr shams al-a'immah al-Sarakhsi, juriste musulman important de l'école hanafite.
- Thierry d'Avesnes, seigneur d'Avesnes.
- Youssef ben Tachfine, ou Youssef ben Tachfine as-Sanhaji, aussi nommé Youssef ou Tachfine, premier sultan des Almoravides.

date incertaine (vers 1106)
- Richard II de Capoue, prince de Capoue et comte d'Aversa.

## Crédit d'auteurs
- Cet article est partiellement ou en totalité issu de l'article intitulé « 1106 » (voir la liste des auteurs).